# 勝利は我に
『勝利は我に』（しょうりはわれに、原題：The Yankee Doodle Mouse、劇場公開時『星条旗よ永遠にの巻』）は、「トムとジェリー」の短編作品のひとつ。日本においてはパブリックドメインである。

## 概要
1943年6月26日公開。第16回アカデミー賞短編アニメ賞受賞作品。
「トムとジェリー」シリーズ初のアカデミー賞受賞作品であるが、この作品が封切りされた当時、戦時中であったため、トムとジェリーが戦争ごっこ、というより本物の「戦争」をする戦時色が強い作品となっている。

## 作品内容
いつものようにトムとジェリーは追いかけっこをしていた。だが今日の追いかけっこはミリタリー色が強い。
『CAT RAID SHELTER』（防猫壕）という爆弾型の看板が向く方向へ逃げるジェリー。地下室の穴の中にジェリーは潜り込み、迫り来るトムにトマトを投げつけたことから、2匹は地下室での戦争ごっこを繰り広げる。「HEN-GRENADE(卵手榴弾)」やレンガ投擲などを受けトムは為す術もなく水桶に没した。
| 「                    | ネズミ軍司令部へ チーズ分隊より戦況報告 敵猫一匹を撃沈せり | 」 |
| —ジェリー・マウス大尉 |                                                            |    |

その後、一時撤退したトムが再びジェリーの基地へ接近。ある時はメリケン粉で煙幕を展張し、あるときは牛乳パックを加工した爆撃機から電球爆弾を投下するジェリーに対し、トムは花火の乱射で防空砲火を展開し、機銃掃射で追い詰める。
ついにトムはジェリーをロケット花火に縛りつけて打ち上げてしまおうとするが、ジェリーはその紐であべこべにトムの両手を縛り付けてしまい、トムは満天の星の中へ打ち上げられた。花火が夜空に大輪の花を咲かせ、鮮やかな星条旗を形作る。
勝利を収めたジェリーは司令部へ次の一文を送る。
| 「 | SEND MORE CATS! (もっとネコを送ってくれ！) | 」 |

## 登場キャラクター
トム
花火や爆弾を駆使し、地下室でジェリーと武器による真っ向勝負をする。勝負も佳境に差し掛かったところでジェリーをロケット花火に括り付けようとするも、逆にジェリーから両手を縛り付けられ、自身が花火共々空中へ追放され敗北に終わった。
ジェリー
トマト・卵・電球・メリケン粉なども武器として駆使しトムを攻撃。追尾する連射式花火などに苦戦するも、最後はトムの両手をロケット花火に縛り付けて逆転勝ちを収めた。

## スタッフ
- 監督 - ウィリアム・ハンナ、ジョセフ・バーベラ
- 製作 - フレッド・クインビー(初公開版はクレジット無し)
- 共同製作 - ウィリアム・ハンナ(クレジット無し)
- 脚本 - ウィリアム・ハンナ、ジョセフ・バーベラ(全員クレジット無し)
- 原画 - ケネス・ミューズ、ピーター・バーネス、ジョージ・ゴードン、アーヴン・スペンス 、ジャック・サンダー(初公開版のみクレジット)
- レイアウト - ハービー・アイゼンバーグ(クレジット無し)
- 背景 - ジョン・ディドレック・ジョンセン(クレジット無し)
- ビジュアルエフェクト - アル・グランドマイン(クレジット無し)
- 音楽 - スコット・ブラッドリー
- 彩色プロセス - テクニカラー
- 録音プロセス - ウェスタン・エレクトリック
- 制作 - メトロ・ゴールドウィン・メイヤー・カートゥーン・スタジオ（英語版）
- 配給 - メトロ・ゴールドウィン・メイヤー

## 削除されたシーン
この作品は1950年6月24日に再公開されたときに一部のシーンがカットされて上映された。そのシーンはストーリー中盤のジェリーが木の板でトムの尻や顔を叩くシーンの後。ジェリーは自分の家に逃げ込み、トムは家の中に顔を突っ込む。そこでジェリーはトムの舌を使って手紙に切符を貼る。その手紙には「敵（トム）はいくつかの良い舐めをします」ということが書いてあった。
このシーンはMGMのフィルムの保管庫が火災にあったときになくなってしまい、現在では視聴することができない。しかし背景やセルなどの一部の素材や情報は残っていた。

## 補足
- ジェリーは作中で自身を『ジェリー・マウス大尉[注 1]』と自分を軍人に見立てて名乗る。
- 原題および劇中のBGMに採用された「Yankee Doodle(ヤンキードゥードゥル)」はアメリカの愛国歌・童謡であり、日本では「アルプス一万尺」として親しまれている。
- ラストにジェリーが司令部へ送った一文「SEND MORE CATS!」は、1941年12月8日に勃発したウェーク島の戦いにおいて、日本海軍の第一次攻略部隊を撃退した米海兵隊が、「救援物資にはどんなものが必要か?」と問われた際に送ったとされる電文「SEND US MORE JAPS[注 2]」から来たもの。なお、日本海軍の第二次攻略部隊に米海兵隊は敗れ、ウェーク島は終戦まで日本の占領下にあった。
- 本作で描かれている星条旗は現行の50星旗ではなく、48星旗である。1943年当時アラスカとハワイは準州だったため州の数は48であり、アメリカ合衆国の国旗も星が48個のデザインであった。